# Siedlec (wieś w powiecie gostyńskim)
Siedlec – wieś w Polsce, położona w województwie wielkopolskim, w powiecie gostyńskim, w gminie Pępowo.
Położona o 3 km na północny zachód od Pępowa.

## Integralne części wsi
| SIMC    | Nazwa       | Rodzaj    |
| ------- | ----------- | --------- |
| 0374396 | Elęcin      | część wsi |
| 0374404 | Leśniczówka | część wsi |
| 0374410 | Resztówka   | część wsi |

## Historia
Wieś pierwotnie związana była z Wielkopolską. Ma metrykę średniowieczną i istnieje co najmniej od XIV wieku. Po raz pierwszy wymieniana w dokumencie z 1310 jako Sedlico, 1447 Syedlecz, 1450 Szedlecz, 1494 Szyedlecz, 1497 Schedlecz, 1530 Sydlecz, 1563 Sziedliecz, 1578 Sielecz, Siedlecz.
W 1310 książę głogowski i wielkopolski Henryk III głogowski ustanowił w Poniecu dystrykt prowincjonalny, w którego granicach znalazł się m.in. Siedlec. W 1493 miejscowość należała do powiatu kościańskiego Korony Królestwa Polskiego. W 1510 należała do parafii Pępowo.
Wieś była własnością szlachecką należącą do lokalnej szlachty wielkopolskiej z rodu Siedleckich, którzy od nazwy wsi przyjęli odmiejscowe nazwisko, a później należała także do Konarzewskich, Złotkowskich. W latach 1447–1465 jako właściciel we wsi notowany był Mikołaj Siedlecki. W latach 1493–1526 wieś należała do kasztelana krzywińskiego Jana I Siedleckiego. W 1493 zapisał on swojej żonie Agnieszce 100 florenów węgierskich na połowie Siedlca i Czeluścina, należnej mu w działach z braćmi niedzielnymi Piotrem oraz Mikołajem. W 1494 Jan wykupił od swych sióstr stryjecznych Jadwigi, Anny, Małgorzaty, Barbary i Katarzyny, córek Mikołaja Siedleckiego połowę wsi Siedlec za 500 grzywien, a następnie sprzedał te dobra Annie wdowie po Mikołaju z zastrzeżeniem prawa odkupu za 200 grzywien. 
Na przełomie XV-XVI wieku Siedlec należał do braci Siedleckich: Mikołaja, Jana oraz Piotra, którzy posiadali go na zasadzie własności wspólnej - niedziału. W latach 1493–1517 właścicielem wsi był dworzanin Aleksandra Jagiellończyka, wojski poznański, a później kaliski, Mikołaj Siedlecki, rodzony brat Jana I oraz Piotra Siedleckich. W latach 1493–1497 wieś współnależała także do kolejnego z braci Siedleckich Piotra - komandora joannitów poznańskich. W 1497 oddał on swym braciom Janowi i Mikołajowi wszystkie swoje dobra po rodzicach w Siedlcu oraz Czeluścinie i udał się wraz z królem polskim Janem I Olbrachtem oraz polską szlachtą na t.zw. wyprawę bukowińską na Bukowinę w czasie wojny polsko-tureckiej 1485-1503.
Miejscowość odnotowują także historyczne rejesty podatkowe. W 1510 we wsi odnotowano 7,5 łana osiadłego oraz 5 łanów opuszczonych, które uprawiał dziedzic. W 1530 miał miejsce pobór podatków od 6 łanów, pozostałe uległy spaleniu w pożarze. W 1563 pobór odbył się od 14 łanów, karczmy dorocznej, rzemieślnika, wiatraka dorocznego oraz komornika. W 1564 w Siedlcu było 11,5 łana. W 1580 odbył się pobór od 9 łanów, 6 zagrodników, dwóch rzemieślników, 22 owiec oraz młyna dorocznego. W 1580 płatnikami poboru w Siedlcu byli właściciele Zofia Złotkowska oraz Melchior Konarzewski.
W 1578 dokonano podziału Siedlca na dwie części. Przy okazji wymieniono imiennie miejscowych kmieci. Byli to Tomek, Orzech, Krera, Więcek, Walosek, Szymonek, Piotrek Królów, Klosek, Pawełek, ogrodniczy, Wilczek, Rogaski, Rudka, Lizak i Nowak w jednej części oraz Gość, Groczki, Ścieszek, Tomaszek, Stefan, Walek Filipczyn, Kuba Jurgów, Jędrek, karczmarz, ogrodniczy, Kosmal, Maciek, Porzych Dziwia, Lorek.
W 1580 wieś szlachecka odnotowana pod naswą Siedliec położona była w powiecie kościańskim województwa poznańskiego w Rzeczypospolitej Obojga Narodów.
W wyniku II rozbioru Rzeczypospolitej w 1793, miejscowość przeszła w posiadanie Prus i jak cała Wielkopolska znalazła się w zaborze pruskim. W okresie Wielkiego Księstwa Poznańskiego (1815-1848) miejscowość wzmiankowana jako Siedlec należała do wsi większych w ówczesnym pruskim powiecie Kröben (krobskim) w rejencji poznańskiej. Siedlec należał do okręgu krobskiego tego powiatu i stanowił część majątku Chocieszewice, którego właścicielem był wówczas (1846) Teodor Mycielski. Według spisu urzędowego z 1837 roku wieś liczyła 322 mieszkańców, którzy zamieszkiwali 39 dymów (domostw).
Folwark znajdujący się we wschodniej części Siedlca został w 1935 częściowo rozparcelowany. Budynki, które przetrwały pochodzą z XIX wieku i znajdują się przy drodze prowadzącej z Pępowa. We wsi znajduje się również budynek szkoły zbudowany w 1827 roku. Uczęszczały do niej dzieci z pobliskich wiosek. W roku 2007 szkoła (filia szkoły podstawowej w Pępowie) została zlikwidowana.
W latach 1975–1998 miejscowość należała administracyjnie do województwa leszczyńskiego.